# Trubia (Gijón)
Trubia es un barrio de la parroquia de Cenero, en el concejo de Gijón (Principado de Asturias, España). Se sitúa en un altozano, a unos 10 kilómetros del núcleo urbano de Gijón, justo sobre el embalse de San Andrés de los Tacones.
En ella se sitúan las ruinas del Torruxón de los Álvarez de las Asturias, edificación construida en torno a los siglos xiii-xiv y destruida durante la rebelión del conde Alfonso Enríquez contra su hermanastro Juan I de Castilla.
En Trubia también se encuentra el Torreón de los Valdés, del siglo xvii, de tres plantas y capilla exenta.

## Galería de imágenes

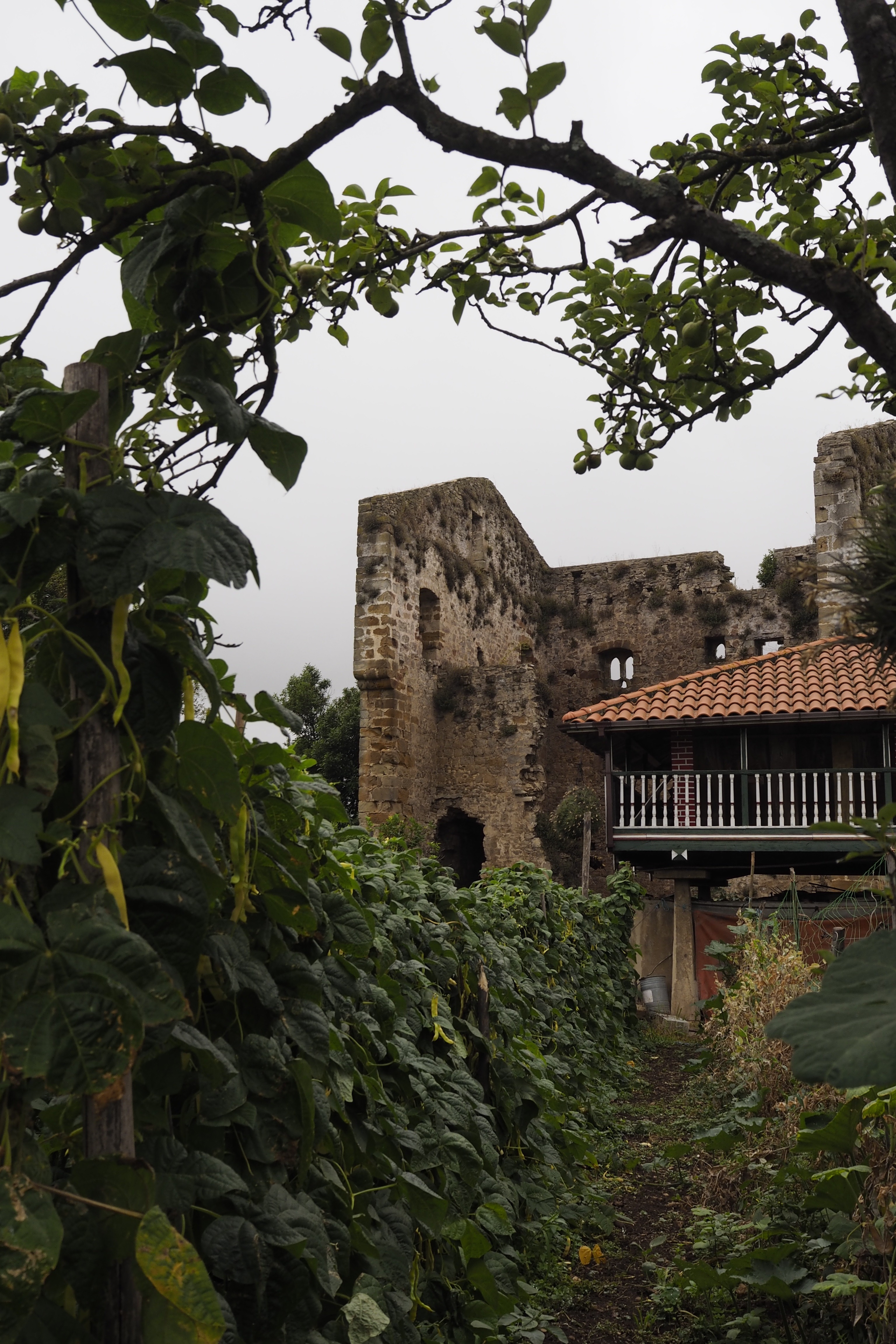
Ruinas del torreón de los Valdés o Turruxón de Trubia.
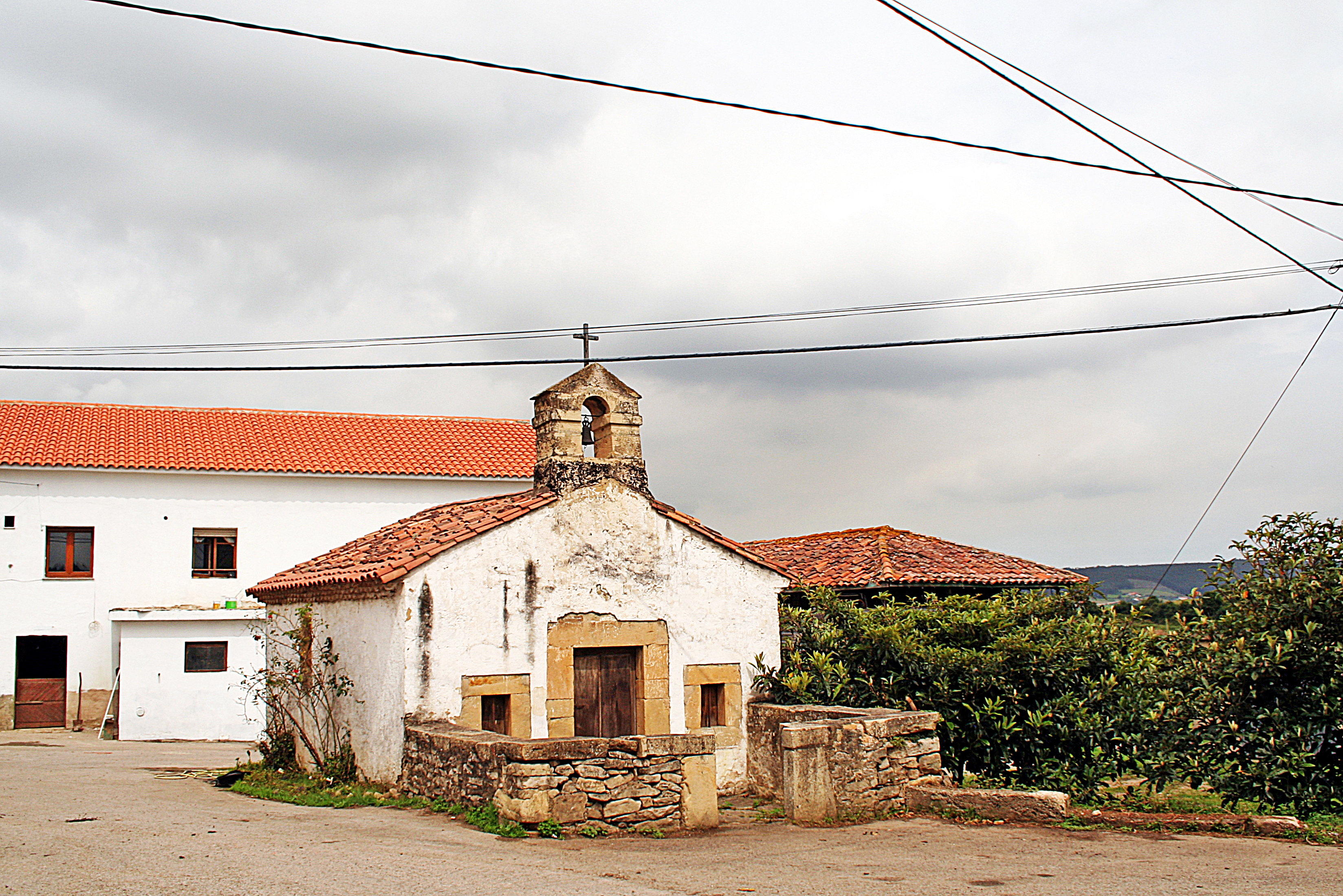
Capilla de la Virgen de la O.

## Alrededores
En los alrededores de Trubia se pueden visitar otros lugares de interés,
- Abadía del Cristo de Cenero
- Museo de la Villa romana de Veranes
- Embalse de San Andrés de los Tacones.